# Båtbyggartorp
Båtbyggartorp is een plaats (småort) in de gemeente Upplands Väsby in het landschap Uppland en de provincie Stockholms län in Zweden. De plaats heeft 50 inwoners (2010) en een oppervlakte van 8 hectare.